# Reissinae
Reissinae es una subfamilia de foraminíferos planctónicos de la familia Globotruncanidae, de la superfamilia Globotruncanoidea, del suborden Globigerinina y del orden Globigerinida. Su rango cronoestratigráfico abarcaba desde el Santoniense hasta el Maastrichtiense (Cretácico superior).

## Discusión
Clasificaciones posteriores incluirían Reissinae en la superfamilia Globigerinoidea.

## Clasificación
Reissinae incluye a los siguientes géneros:
- Bucherina †, también considerado en Familia Rugoglobigerinidae.
- Elevatotruncana †
- Gansserina †, también considerado en Subfamilia Globotruncaninae.
- Globotruncanita †, también considerado en Subfamilia Globotruncaninae.
- Kassabiana †, también considerado en Subfamilia Globotruncaninae.
- Radotruncana †, también considerado en Subfamilia Globotruncaninae.
- Sigalitruncana †, también considerado en Subfamilia Globotruncaninae.
- Turbotruncana †